# Hermann Friedrich Mertens
Hermann Friedrich Mertens (Batavia, 15 augustus 1885 - Loosdrecht, 27 januari 1960) was een Nederlandse architect.

## Leven en werk
Mertens werd geboren in Nederlands-Indië als zoon van Friedrich Heinrich Mertens en Anna Oetting. Hij volgde in Nederland zijn middelbareschoolopleiding en ging daarna studeren aan de toenmalige Technische Hogeschool Delft. Na het behalen van zijn ingenieursdiploma trouwde hij op 1 september 1910 met Maria Antoinette Krone, dochter van de kruidenier Johan Frans Krone en van Willemina Kampman. Voordat hij zich in 1922 als zelfstandig architect in Bilthoven vestigde was hij onder meer werkzaam als meubelontwerper, werkte hij een korte periode in Nederlands Indië, was hij adjunct-directeur gemeentewerken in Arnhem en ontwierp hij bankgebouwen in dienst van de Nationale Bankvereniging.
Als zelfstandig architect ontwierp hij woningen in het Amsterdamse Betondorp, het toenmalige hoofdkantoor van Unilever in Rotterdam, het sanatorium Zonnegloren in Soestduinen. Hij ontwierp de watertorens van Soest, Stadskanaal, Oude-Pekela en van zijn woonplaats Bilthoven. Diverse van zijn watertorenontwerpen zijn gebaseerd op een werk uit 1912 van Michel de Klerk.
Na de Tweede Wereldoorlog werd hij als supervisor belast met de wederopbouw van de gebombardeerde Rotterdamse binnenstad. Naast een serie bankgebouwen ontwierp hij ook villa’s en landhuizen vooral in de provincie Utrecht. Voor de Willem Arntzstichting ontwierp hij in deze provincie meerdere gebouwen.
Mertens overleed in januari 1960 op 74-jarige leeftijd in zijn woonplaats Loosdrecht. Zijn archief is ondergebracht in het Nederlands Architectuurinstituut.

## Lijst van bouwwerken
| Bouw      | Naam                                                      | Plaats       | Bijzonderheden                      | Afbeelding |
| --------- | --------------------------------------------------------- | ------------ | ----------------------------------- | ---------- |
| 1918      | Bankgebouw Zuideinde                                      | Meppel       | Aangewezen als provinciaal monument |            |
| 1918      | Dr. Bosschool / Tamboerbosjeschool                        | Arnhem       | afgebroken in 1999                  |            |
| 1920      | Bankgebouw Kneuterdijk                                    | Den Haag     |                                     |            |
| 1920      | Bankgebouw Haarlem Zijlstraat 47                          | Haarlem      |                                     |            |
| 1921      | Bankgebouw "Rotterdamse Bank"                             | Gouda        |                                     |            |
| 1924      | 78 woningen in Tuindorp Watergraafsmeer (Betondorp)       | Amsterdam    |                                     |            |
| 1924      | Villa voor de gebroeders Witteveen                        | Geldermalsen | gemeentelijk monument               |            |
| 1925      | Villa Zonheuvel                                           | Soest        | gemeentelijk monument               |            |
| 1926      | Watertoren Bilthoven                                      | Bilthoven    |                                     |            |
| 1927      | Sanatorium Zonnegloren                                    | Soestduinen  | Afgebroken in 2000                  |            |
| 1928      | Schakelstation PUEM                                       | Zeist        |                                     |            |
| 1929-1930 | Hoofdkantoor Unilever                                     | Rotterdam    |                                     |            |
| 1931      | Wilhelminakerk                                            | Utrecht      |                                     |            |
| 1931      | Watertoren Soest                                          | Soest        |                                     |            |
| 1935      | Watertoren Stadskanaal                                    | Stadskanaal  |                                     |            |
| 1937      | Werkplaatsgebouw Willem Arntsz Hoeve                      | Den Dolder   |                                     |            |
| 1938      | Watertoren Oude Pekela                                    | Oude Pekela  |                                     |            |
| 1939-1940 | Utrechtse Industrie en Huishoudschool                     | Utrecht      |                                     |            |
| 1946      | Hoofdkantoor Rotterdamsche "Bankvereeniging"              | Rotterdam    |                                     |            |
| 1947      | LUBRO-fabriek                                             | Utrecht      | gemeentelijk monument               |            |
| 1954      | Dr. F.H. De Bruyne Lyceum (Christelijk Gymnasium Utrecht) | Utrecht      | gemeentelijk monument               |            |

- Biografisch Portaal: 96730469
- Gemeinsame Normdatei: 131614983
- RKD-Nederlands Instituut voor Kunstgeschiedenis: 55420
- Union List of Artist Names: 500034328
- Virtual International Authority File: 33136310